# Котленско
 Тази статия е за историко-географската област.  За общината вижте Котел (община).  
Котленско е историко-географска област в Югоизточна България, около град Котел.
Територията ѝ съвпада приблизително с някогашната Котленска околия, а днес включва почти цялата община Котел (без селата Боринци, Дъбова, Кипилово и Стрелци от Еленско), както и селата Бероново, Везенково, Велислав, Дъбовица и Садово в община Сунгурларе и Раково и Ичера в община Сливен. Разположена е в Котленската планина и съседните долини на Източна Стара планина. Граничи с Омуртагско на север, Преславско на североизток, Карнобатско на югоизток, Ямболско и Сливенско на юг и Еленско на северозапад.